# Tellina americana
Tellina americana är en musselart som beskrevs av Dall 1900. Tellina americana ingår i släktet Tellina och familjen Tellinidae. Inga underarter finns listade i Catalogue of Life.